# Alpiliegg
Alpiliegg är en kulle i Schweiz. Den ligger i distriktet Entlebuch och kantonen Luzern, i den centrala delen av landet, 50 km öster om huvudstaden Bern. Toppen på Alpiliegg är 1 279 meter över havet.